# 後燃器

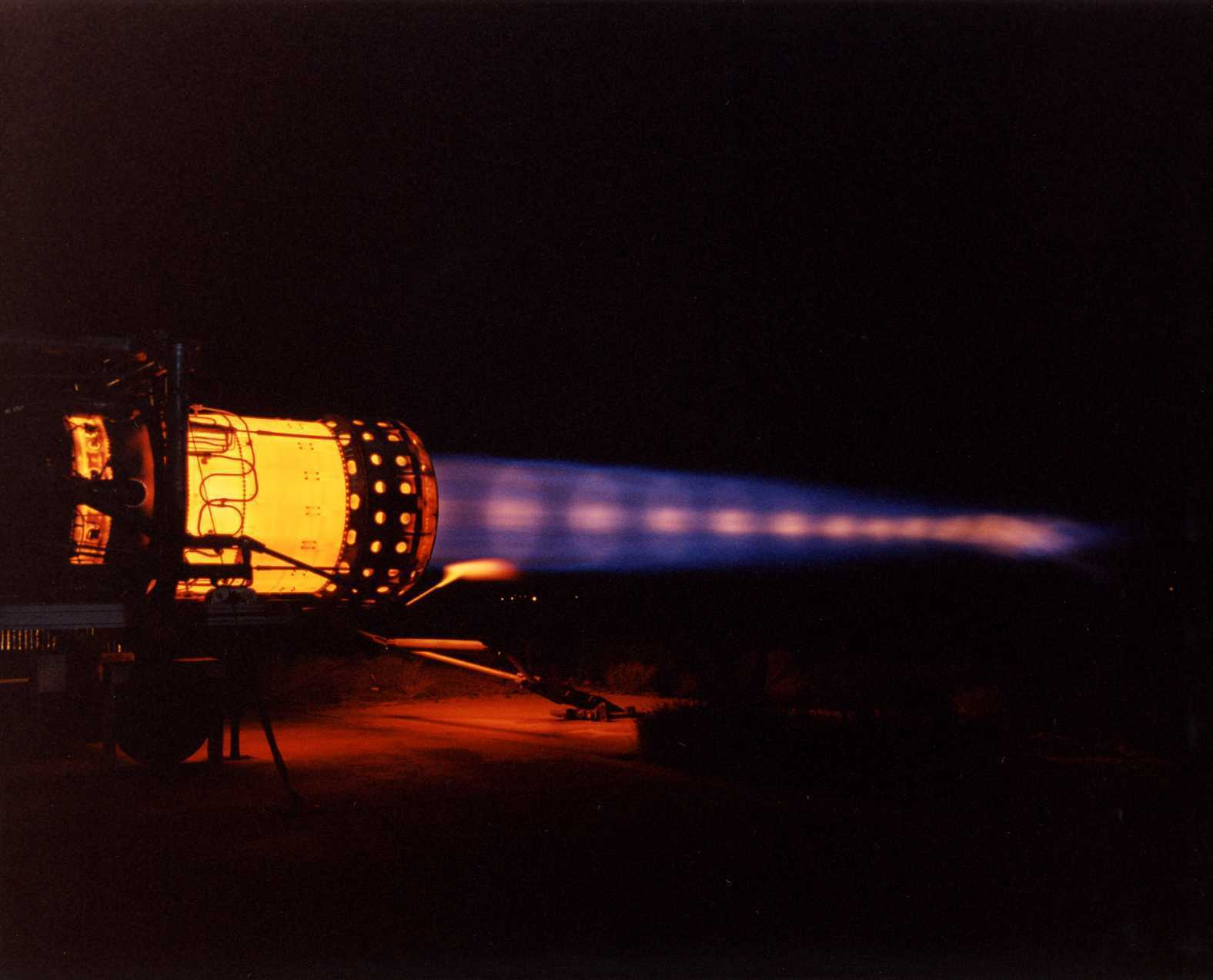
J58发动机後燃器全開測試，呈現出馬赫環

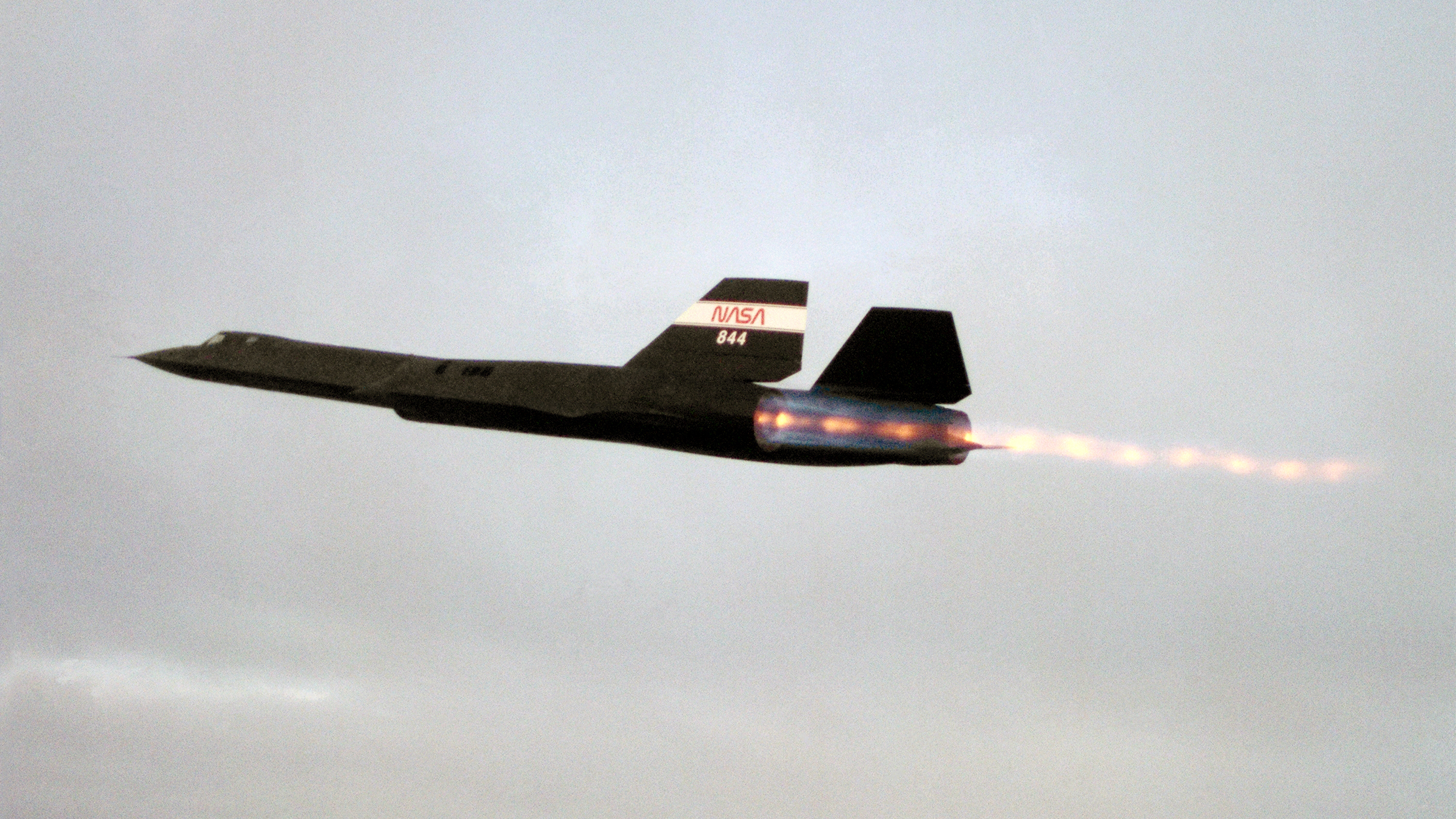
SR-71在飞行中後燃器全开

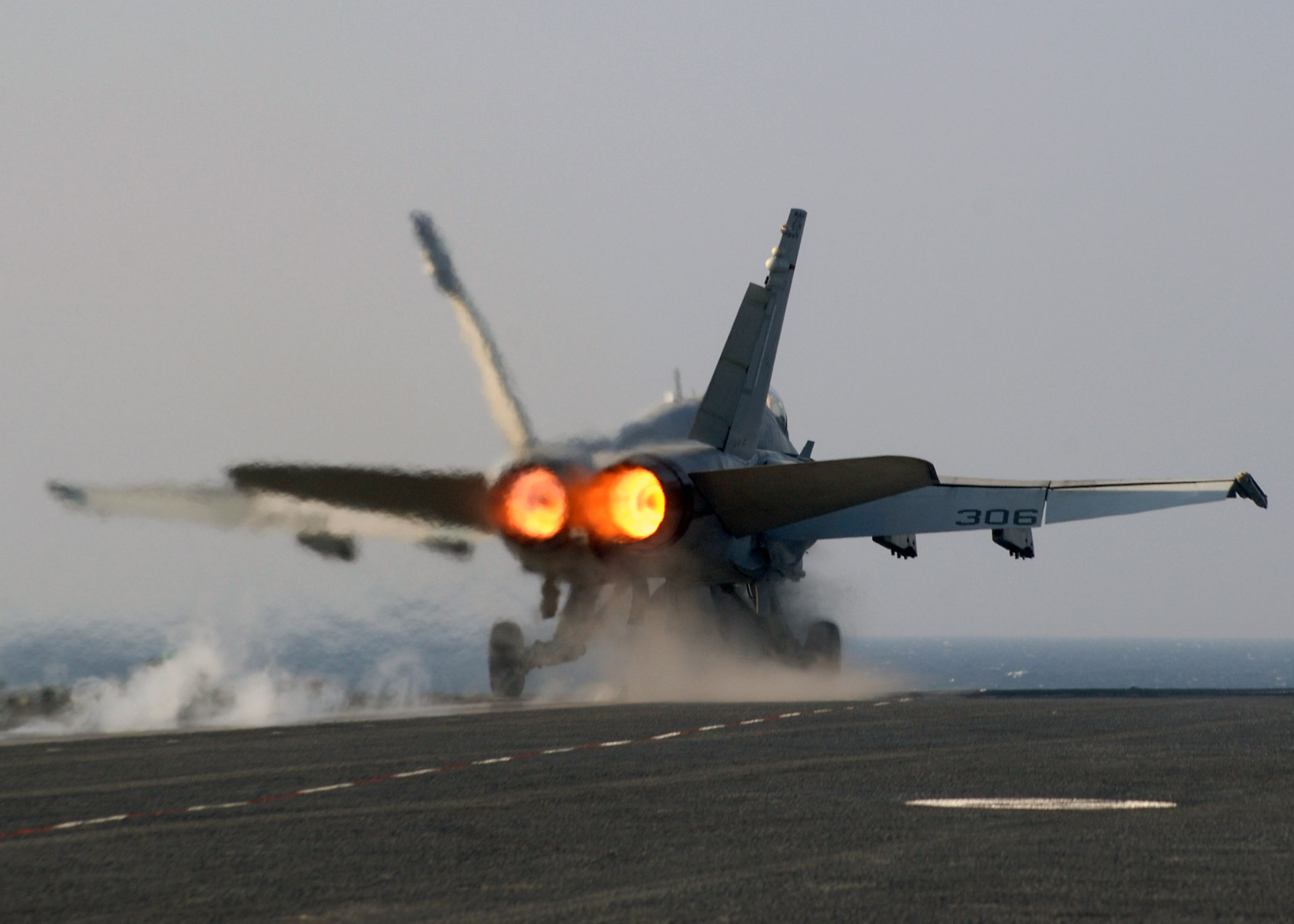
美国海军F/A-18大黄蜂战斗攻击机从航母起飞时後燃器全开

后燃器（英語：afterburner），也称为加力燃烧室，是喷气发动机的附加装置之一，位于涡轮的后面，常见于军用飞机。原理是在发动机喷出的气流中注射入燃料。由于气流温度很高，燃料即时燃烧膨涨，产生额外推力。

## 原理
一般来讲，喷气发动机的涡轮前温度越高，发动机的推力就越大，但是由于涡轮工作环境的原因，它既要承受极高的温度又要承受巨大的推力，因此，由于涡轮的材料的限制，一般涡轮前温度只能达到1650K左右。但是这样依然不能满足军用发动机推力的需求，于是就在涡轮后再加上一个後燃器重新燃烧来增加推力。後燃器内没有旋转部件，所以温度可以达到2000K左右，可以让发动机推力再瞬间提高1.5倍。

## 结构
後燃器一般由扩压器、混合器、稳定器、供油及点火装置和壳体组成。由于後燃器会产生气体流速流量的变化，所以一般後燃器都和尾喷管协调工作。由于後燃器工作温度极高，所以在设计上一般都比较重视高温下的结构强度和受热膨胀的空间。同时，後燃器的空气流速极高，所以对火焰稳定器设计要求很高，一方面要求火焰稳定器能保证燃料充分稳定的燃烧，一方面又不能产生太高的流动阻力。

## 使用
因为它所利用的气体是经过燃烧室燃烧后的废气，含氧量已降低，所以後燃器的效率不高，耗油量非常巨大，大部份飞机所携燃料只会足够後燃器使用数分钟。因此後燃器一般只会在需要最高推力时使用很短的时间，例如在航空母舰上起飞，突破音障作超音速飞行、或是战斗机在缠斗中等情况下使用。由于燃料效率太低，所以很少有民用飞机采用後燃器。採用後燃器的民用飛機只有協和號及Tu-144超音速客機；唯一可以在開啟時達到最佳燃料效率的是偵查機SR-71。